# Ardley (Oxfordshire)
Pour les articles homonymes, voir Ardley.
Ardley est une paroisse civile et un village de l'Oxfordshire, en Angleterre.